# ラチェドーニア
ラチェドーニア（伊: Lacedonia）は、イタリア共和国カンパニア州アヴェッリーノ県にある、人口約2,300人の基礎自治体（コムーネ）。

## 地理

### 位置・広がり

#### 隣接コムーネ
隣接するコムーネは以下の通り。括弧内のPZはポテンツァ県、FGはフォッジャ県（プッリャ州）所属を示す。
- アクイローニア
- ビザッチャ
- メルフィ (PZ)
- モンテヴェルデ
- ロッケッタ・サンタントーニオ (FG)
- サンターガタ・ディ・プーリア (FG)
- スカンピテッラ